# Desa Malaka (administrativ by i Indonesien, Nusa Tenggara Barat)
Desa Malaka är en administrativ by i Indonesien.   Den ligger i provinsen Nusa Tenggara Barat, i den sydvästra delen av landet, 1 000 km öster om huvudstaden Jakarta. Desa Malaka ligger på ön Lombok Island.